# Clayton (Sussex de l'Ouest)
Pour les articles homonymes, voir Clayton.
Clayton est un village et une ancienne paroisse civile située dans le district de Mid Sussex  dans le Sussex de l'Ouest, à 66 km au sud de Londres. 
En 1961 la population était de 1 548 habitants. En avril 2000 la paroisse a été abolie et fusionnée avec Hassocks et Pyecombe.